# Agnieszka Pattek-Janczyk
Agnieszka Ewa Pattek-Janczyk (ur. 12 grudnia 1943 w Rzeszowie) – polska chemiczka, doktor habilitowany, emerytowany nauczyciel akademicki Uniwersytetu Jagiellońskiego w Krakowie i Państwowej Wyższej Szkoły Zawodowej w Tarnowie.

## Życiorys
Agnieszka Pattek-Janczyk jest córką Janusza Pattka i Hanny z domu Sołowij. Jest absolwentką Wydziału Matematyki, Fizyki i Chemii Uniwersytetu Jagiellońskiego, na którym w 1966 roku ukończyła studia na kierunku chemia. Od 1990 r. do przejścia na emeryturę w roku 2011 pracowała na Wydziale Chemii Uniwersytetu Jagiellońskiego, zatrudniona kolejno na stanowisku asystenta i adiunkta. W roku 1972 obroniła doktorat, a w 1996 uzyskała habilitację na Wydziale Chemii Uniwersytetu Jagiellońskiego. W latach 1998– 2016 pracowała także w Państwowej Wyższej Szkole Zawodowej w Tarnowie na stanowisku profesora nadzwyczajnego w Instytucie Matematyczno-Przyrodniczym PWSZ w Tarnowie.
Obszar jej zainteresowań naukowych stanowi fizykochemia ciała stałego, kataliza, spektroskopia Mössbauera.